# Bauhinia thonningii

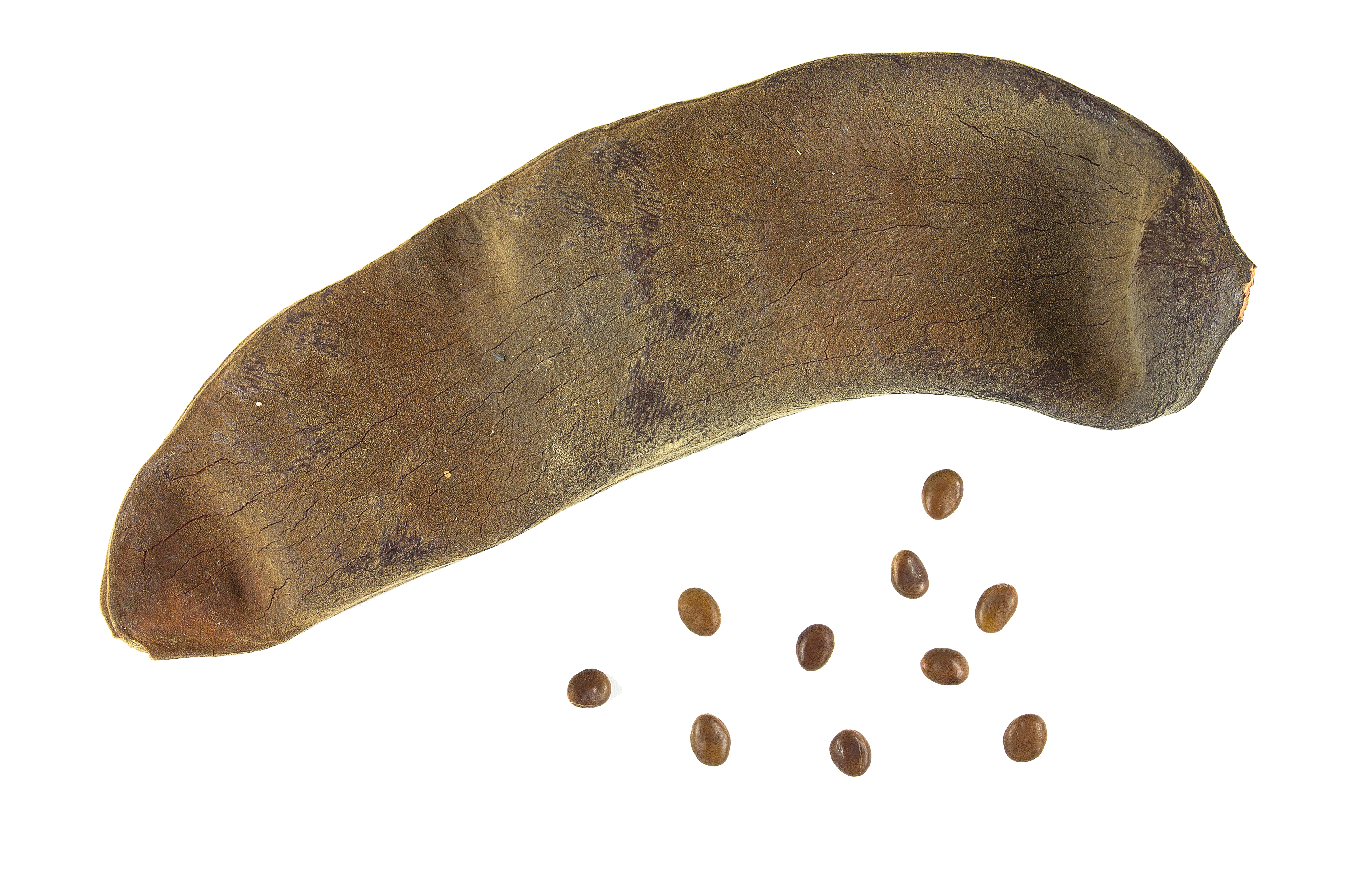
Piliostigma thonningii - MHNT

Bauhinia thonningii  es una especie de planta leguminosa, familia Fabaceae. Se distribuye por África tropical.

## Descripción
Es un arbusto trepador caducifolio que alcanza un tamaño de 2-6 m de altura, o como árbol  de 10 a 20 m; tallo tortuoso, con 20 cm de diámetro, con ramas de (árbol torcido con copa de baja difusión) para terminar en corona hemisférica globulosa.

## Ecología
Se encuentra en las zonas de sabana húmeda; bosques caducifolios, pastizales arbolados y sabanas arboladas, matorrales, a menudo en los valles de los ríos de Etiopía, bosques ribereños, pastizales inundados estacionalmente (NE Tanzania), etc ...
Aparece en Namibia y Sudáfrica. No en Somalia (= Bauhinia buscalionii).
Se ha confundido con Piliostigma reticulatum pero es fácilmente distinguible por las hojas más grandes y la pelusa de la superficie inferior de la hoja.

## Taxonomía
Bauhinia thonningii fue descrito por Julius Heinrich Karl Schumann  y publicado en Beskrivelse af Guineeiske planter 203. 1827.
Etimología
Bauhinia: nombre genérico nombrado en honor de los hermanos herboristas y botánicos suizos; Caspar (1560-1624) y Johann Bauhin  (1541-1613). El primero fue botánico y médico, autor de un índice de  nombres de plantas y sus sinónimos llamado Pinax Theatri botanici, y profesor de anatomía y botánica en la Universidad de Basilea, que distinguía entre género y especie, y fue el primero en establecer un sistema científico de la nomenclatura, mientras que el segundo fue coautor de la gran obra Historia Plantarum universalis, publicado cuarenta años después de su muerte.
thonningii: epíteto otorgado en honor del botánico danés Peter Thonning (1775 - 1848).
Sinonimia
- Piliostigma thonningii (Schum.) Milne-Redh.[5]